# Basketball-Weltmeisterschaft der Damen 1959
Die Basketball-Weltmeisterschaft der Damen 1959 (offiziell: World Championship for Women 1959) fand vom 13. bis 26. Oktober 1959 in der Sowjetunion statt und war die dritte Basketball-Weltmeisterschaft der Frauen unter der Schirmherrschaft des Weltbasketballverbandes FIBA. Ausgetragen wurden die Spiele in Moskau. 
Aufgrund der internationalen politischen Spannungen, die durch den Kalten Krieg verursacht wurden, nahmen die Vereinigten Staaten und ihre Verbündeten nicht an diesem Turnier teil, so dass nur acht Länder des Ostblocks bei der Weltmeisterschaft mitspielen konnten. 
In Abwesenheit des US-Teams gewann die sowjetische Mannschaft ihren ersten Weltmeistertitel, Bulgarien holte die Silbermedaille und die Tschechoslowakei belegte den dritten Platz.

## Gruppenphase
Das Turnier bestand aus einer einzigen Gruppe mit den acht teilnehmenden Mannschaften. Jede Mannschaft spielte einmal gegen jede andere (Rundenturnier) und die beste Mannschaft der Gruppe wurde zum Weltmeister erklärt.
| Platz | Team             | Sp. | S | N | Korbpunkte | Diff. | Punkte |
| ----- | ---------------- | --- | - | - | ---------- | ----- | ------ |
| 1.    | Sowjetunion      | 7   | 7 | 0 | 467:263    | +204  | 14     |
| 2.    | Bulgarien        | 7   | 6 | 1 | 403:318    | +85   | 13     |
| 3.    | Tschechoslowakei | 7   | 5 | 2 | 467:358    | +109  | 12     |
| 4.    | Jugoslawien      | 7   | 3 | 4 | 317:395    | −78   | 10     |
| 5.    | Polen            | 7   | 3 | 4 | 362:370    | −8    | 10     |
| 6.    | Rumänien         | 7   | 2 | 5 | 312:371    | −59   | 9      |
| 7.    | Ungarn           | 7   | 2 | 5 | 323:431    | −108  | 9      |
| 8.    | Nordkorea        | 7   | 0 | 7 | 299:444    | −145  | 7      |

## Endstand
Der offizielle Endstand zum Abschluss des Turniers:
| Rang   | Team             | Bilanz | WM-Teilnahme |
| ------ | ---------------- | ------ | ------------ |
| Gold   | Sowjetunion      | 7:0    | 2.           |
| Silber | Bulgarien        | 6:1    | 1.           |
| Bronze | Tschechoslowakei | 5:2    | 2.           |
| 4      | Jugoslawien      | 3:4    | 1.           |
| 5      | Polen            | 3:4    | 1.           |
| 6      | Rumänien         | 2:5    | 1.           |
| 7      | Ungarn           | 2:5    | 2.           |
| 8      | Nordkorea        | 0:7    | 1.           |